# Священная дружина
Свяще́нная дружи́на (12 марта 1881 — 1 января 1883) — тайная монархическая организация в Российской империи, созданная для борьбы с революционным террором сразу после убийства императора Александра II 13 марта 1881 года.

## Создание
В начале 1881 года тринадцать деятелей, имена которых остались для современников и историков неизвестными, объединились в Тайную Антисоциалистическую Лигу (Т.А.С.Л.), которая, впрочем, никак себя не проявила. Генерал и публицист Р. А. Фадеев, близкий к Александру III, сыграл для «Священной дружины» роль повивальной бабки, указав, что идея «священной дружины» носилась в воздухе ещё до «Священной дружины».
Трудно сказать, кому конкретно принадлежала идея создания «Священной дружины», но она была создана с санкции Александра III и при его финансовой поддержке. В создании этой организации, судя по всему, участвовали великие князья Владимир Александрович и Алексей Александрович, обер-прокурор Святейшего Синода Победоносцев и министр внутренних дел граф Игнатьев.

## Руководство
Руководителями «Священной дружины» были граф Павел Петрович Шувалов, министр двора и уделов граф И. И. Воронцов-Дашков, князь А. Г. Щербатов, генерал Р. А. Фадеев, С. Ю. Витте, П. П. Демидов, Б. В. Штюрмер. Также предположительно, в организацию входили: министр внутренних дел Н. П. Игнатьев, министр государственных имуществ М. Н. Островский, обер-прокурор синода К. П. Победоносцев, великие князья Владимир и Алексей.
Руководство «Дружиной» состояло исключительно из представителей высшей аристократии. Её инициаторами и организаторами были Илларион Иванович Воронцов-Дашков, в августе 1881 года назначенный министром императорского двора и уделов, и Павел Петрович Шувалов, гвардии полковник, с 1 января 1882 года адъютант Александра III. Утверждение С. Ю. Витте, что идея «Священной Дружины» принадлежит именно ему, и что именно он является едва ли не единственным инициатором её создания вряд ли полностью соответствует исторической реальности. Возможно, что ему первому принадлежит только идея назвать её именно «Святой дружиной», как участники сами себя и назвали. Предложение Витте попало уже на подготовленную почву, поскольку подобные замыслы уже носились в воздухе. Есть данные о попытках создать подобное антитеррористическое сообщество ещё в августе 1879 года. Известно сообщение Витте о намерении «Дружины» убить Л. Н. Гартмана, участвовавшего в взрыве царского поезда под Москвой. Витте утверждал, что он лично следил за Гартманом летом 1881 г. в Париже, когда нанятые Витте убийцы были уже готовы совершить на Гартмана покушение и, якобы только для того, чтобы спасти Гартмана и других, Народная воля пошла на организованные Витте переговоры со Священной дружиной и прекращение террора. Однако достоверно известно, что Гартмана не было в это время не только в Париже, но и вообще во Франции, откуда он был выслан еще в декабре 1880 г. задолго до образования «Дружины». Таким образом, видимо, Витте народовольцы обманывали, подсунув ему для слежки и убийства совсем другого человека, возможно, не имеющего никакого отношения к революционерам, и добившись через Витте и «Святую дружину» выгодного для них соглашения с правительством. Возглавивший агентуру Дружины в Париже после отъезда Витте П. В. Корвин-Круковский ничего Витте и департаменту полиции не сообщил о дорогой слежке не за теми и не там. Возможно также, что в «Святой дружине», многие члены которой в своих требованиях социальной бессословной конституционной монархии для выбивания почвы из-под ног революционеров были радикальнее самих народовольцев, были ещё и агенты и информаторы народовольцев.
Сам император Александр III дал полное согласие на основание «Святой Дружины» и выделил огромные суммы на её содержание. Более того, он принимал косвенное участие в руководстве. П. А. Валуев, председатель Комитета министров, свидетельствовал, что руководители «Дружины» должны были «при разногласиях испрашивать Высочайшего разрешения». 
Имела многочисленную русскую и заграничную агентуру (количество членов Дружины составляло 729 человек, добровольных помощников — 14672). Внутри страны занималась, в первую очередь, охраной императора Александра III в Санкт-Петербурге и поездках по городам России, а также членов Императорской семьи.
В самарском отделе Священной дружины начал свою карьеру П. А. Столыпин.

## Финансирование
Как отмечал М.А. Алданов, финансирование «Священной дружины» осуществлялось представителями еврейского капитала: "Деньги эти в значительной части были еврейские. Немалые суммы давали бар. Г.О. Гинцбург, братья Поляковы, И.М. Бродский и И.М. Зайцев. Барона Гинцбурга журнал «Народной Воли» (№ 8–9) считал даже одним из главных десяти деятелей «Священной дружины» (всего «братьев» было в день ликвидации 729). Русско-еврейские миллионеры вслед за сэром Мозесом Монтефиоре почти боготворили Александра II и ненавидели «Народную Волю», которую вдобавок считали весьма подозрительной по антисемитизму".
Постоянное финансирование деятельности Священной дружины осуществлял император Александр III. Только на заграничную секретную службу в декабре 1881 года было выдано 12 тысяч рублей, в январе 1882 года – 22,5 тысяч рублей.

## Состав
Около половины личного состава Дружины были военными, среди них 70 % офицеров, имевших высшие воинские чины. Также в её состав входило большое количество представителей русских аристократических родов.

## Деятельность
Организация была хорошо законспирирована, поэтому сведения об устройстве и непосредственных руководителях довольно фрагментарны. Руководящий орган — Совет первых старшин, состоявший из 5 человек (состав его неизвестен, однако известно, что в него не входили ни Воронцов-Дашков, ни Левашов, ни Шувалов). Остальные члены делились на 2 отдела. Первый отдел (100 человек) занимался организационной работой. Из его членов были созданы административные и руководящие органы Дружины — Центральный комитет (наиболее закрытый высший руководящий орган, его персональный состав был известен только Совету старшин), Исполнительный комитет (ведал агентурой) и Организационный комитет (устройством). Второй отдел занимался практической работой.

## Печатные издания
Издавались печатные издания — газеты «Вольное слово» и «Правда» (подпольно, в Женеве), «Московский телеграф» (легально). В газетах, издаваемых от имени революционных организаций, помещались материалы, их дискредитирующие.

## Упразднение
Официально прекратила существование 1 января 1883, инвентарь сыска, газеты и значительное число кадров перешли в полицию. Данные о секретных агентах были уничтожены. Сохранились сведения только о тех агентах, кто сообщил о своей работе в «Священной дружине» при устройстве в департамент полиции, или кого разоблачили революционеры или в своих изданиях, издававшихся от имени революционных организаций. Уже после ликвидации организации название «Святая дружина» было заменено на «Священную».